# Thank You (canção de Dido)
"Thank You" é uma canção da cantora britânica Dido, gravada para o seu álbum de estreia No Angel. Foram ainda utilizadas demonstrações da música em "Stan", colaboração entre o rapper Eminem e a própria artista.

## Desempenho nas tabelas musicais

### Posições
| Tabela musical (2001)                            | Melhor posição |
| ------------------------------------------------ | -------------- |
| Áustria - Ö3 Austria Top 75                      | 25             |
| Bélgica - Ultratop (Flandres)                    | 22             |
| Bélgica - Ultratop (Valónia)                     | 29             |
| Estados Unidos - Billboard Hot 100               | 3              |
| Estados Unidos - Billboard Dance/Club Play Songs | 1              |
| França - SNEP                                    | 30             |
| Irlanda - IRMA                                   | 5              |
| Nova Zelândia - RIANZ                            | 3              |